# Devan Ekambaram
Devan Ekambaram (Tamil: தேவன் ஏகாம்பரம், nacido el 25 de diciembre en Freehold Township, Nueva Jersey, Estados Unidos), es un cantante de playback, actor y compositor de cine indio. Comenzó su carrera como cantante de playback, interpretando temas musicales para películas tamiles y posteriormente se diversificó para otros muchos idiomas del sur de la India, así como telugu y kannada y hasta el momento ha interpretado más de 500 canciones.

## Carrera
Devan comenzó su carrera como cantante en 1999, cuando recibió una llamada inesperada de uno de los asistentes del músico A. R. Rahman para ingresar a una audición de voz. Pasó a grabar su primer tema musical titulado "O Mariah", para se interpretada para una película titulada "Kadhalar Dhinam" junto con Yugendran. La canción resultó ser un éxito en todos los sectores y posteriormente, recibió varias ofertas de muchos otros directores de música.
Su segundo gran éxito de Devan fue la canción titulada "Meliflua" para la película "Ore Nyabagam" de Minnale (2001), escrita y  compuesta por Harris Jayaraj. A partir desde entonces interpretó muchas canciones que han sido populares para películas tamiles y telugu, bajo las composiciones de Ilayaraja, Vidhyasagar, Deva, Yuvan Shankar Raja, Karthik Raja y entre otros. La canción "Anbil Avan" de Vinnaithaandi Varuvaayaa, fue escrita y compuesta por A.R. Rahman.

## Discografía
| Año  | Álbum                   | Canción                 | Composición        |
| ---- | ----------------------- | ----------------------- | ------------------ |
| 2014 | Yaan                    | "Hey Lamba Lamba"       | Harris Jayaraj     |
| 2013 | Biriyani                | "Nahna Nah Na"          | Yuvan Shankar Raja |
| 2013 | Endrendrum Punnagai     | "Vaan Engum Nee Minna"  | Harris Jayaraj     |
| 2013 | Settai                  | "Theme Music of Settai" | S. Thaman          |
| 2011 | Kanden                  | "Ninaivugal"            | Vijay Ebenezar     |
| 2010 | Bale Pandiya            | "Kannodu Illaye"        | Devan Ekambaram    |
| 2010 | Vinnaithaandi Varuvaaya | "Anbil Avan"            | A. R. Rahman       |
| 2009 | Ayan                    | "Honey Honey"           | Harris Jayaraj     |
| 2008 | Vaaranam Aayiram        | "Nenjukkul Peidhidum"   | Harris Jayaraj     |
| 2006 | Thalainagaram           | "Yedho Ninaikiren"      | D. Imman           |
| 2003 | Punnagai Poove          | "Venus Venus Pennae"    | Yuvan Shankar Raja |
| 2002 | Kannathil Muthamittal   | "Signore Signore"       | A. R. Rahman       |
| 2001 | Minnale                 | "Ore Nyabagam"          | Harris Jayaraj     |
| 1999 | Kadhalar Dhinam         | "Oh Mariya"             | A. R. Rahman       |